# Hypsiboas crepitans
Espèce
Synonymes
- Hyla crepitans Wied-Neuwied, 1824
- Hyla xerophylla Duméril & Bibron, 1841
- Hyla levaillantii Duméril & Bibron, 1841
- Hyla doumercii Duméril & Bibron, 1841
- Hypsiboas indris Cope, 1867

Statut de conservation UICN

 LC  : Préoccupation mineure
Hypsiboas crepitans est une espèce d'amphibiens de la famille des Hylidae.

## Répartition
Cette espèce se rencontre jusqu'à 2 300 m d'altitude dans deux régions disjointes, :
- la première  population est en grande partie limitée à la région de la forêt Atlantique au Brésil ;
- la deuxième population allopatrique comprend le Panamá, le Nord de la Colombie, la plupart du Venezuela, Trinité-et-Tobago, le Nord du Guyana, du Suriname et de la Guyane et le Nord du Brésil.

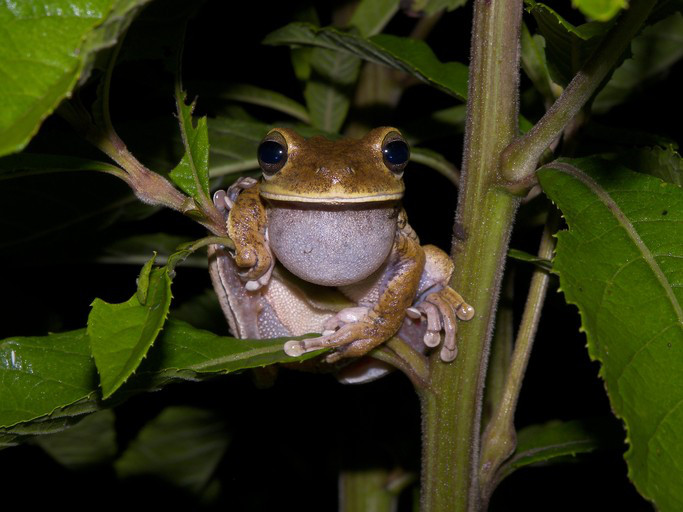
Hypsiboas crepitans

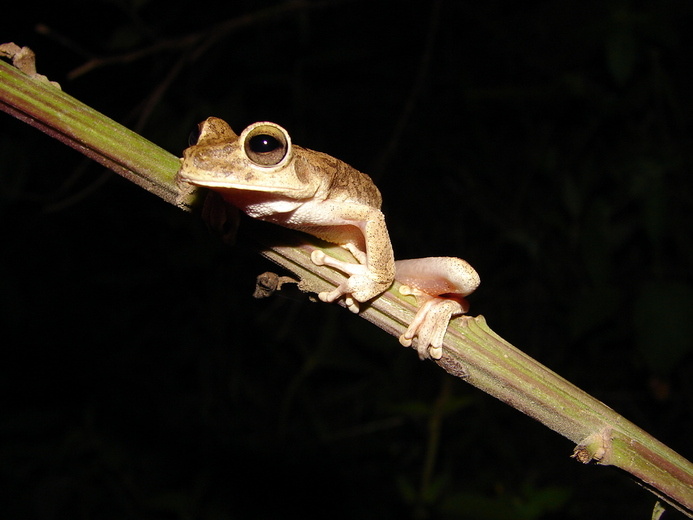
Hypsiboas crepitans

## Publication originale
- Wied-Neuwied, 1824 : Abbildungen zur Naturgeschichte Brasiliens. Isis von Oken, vol. 14, p. 1103 (texte intégral).